# Trinidad (Teksas)
Trinidad – miasto w Stanach Zjednoczonych, w stanie Teksas, w hrabstwie Henderson.